# Dům u Ježíška (Břetislavova)
Dům U Ježíška, někdy zvaný také Jungwirthovský nebo U města Paříže, je objekt v Praze 1 na Malé Straně, Břetislavova ulice č.p. 303/2 a Tržiště 303/19. Tvoří ho vlastně dvě části: renesanční dům postavený kolem roku 1623 a barokně upravený v letech 1704 a 1705, kdy byl k němu přistavěn nižší vrcholně barokní trakt s výrazným průčelím. Od roku 1964 je objekt chráněn jako kulturní památka.

## Historie a popis
Objekt se nachází na protáhlé parcele v nároží bloku mezi Tržištěm a Břetislavovou ulicí. Podle pověsti snad kdysi byl v těchto místech ženský klášter. Zatímco ostatní domy na severní straně Břetislavovy ulice vznikly jako renesanční novostavby po roce 1591 po parcelaci někdejších zahrad navržené Oldřichem Avostalisem, na parcele tohoto objektu stál gotický dům, náležející k osadě Obora. Kolem roku 1623 tu byl postaven obytný dům se štítovým průčelím; jeho původně hlavní fasáda je po pozdější úpravě obrácena do nevelkého dvora; mezi okny je ozdobena štukovou platikou Panny Marie Loretánské stojící na obláčku s hlavičkami andílků. 
V letech 1704–1705 byl objekt upraven, na východní straně byl rozšířen o jednopatrové křídlo s výrazným průčelím obráceným do tehdejší Vlašské ulice (dnes Tržiště). Toto průčelí má pětiosou fasádu se symetricky řešenou tříosou částí vlevo, s balkonem nad vstupním portálem. 
V interiérech i exteriérech objektu je zachována řada historických konstrukcí, uměleckých prvků a detailů.
Na podzim 1823 zde u rodiny Brožovy bydlel po svém příchodu do Prahy František Palacký.
Po roce 1990 byl objekt rekonstruován a upraven; majitelem je hlavní město Praha. Je zde provozován hotel Alchymist.